# Francisco Javier de Salas González
Francisco Javier de Salas González (Madrid, 1871- Paracuellos de Jarama, 8 de noviembre de 1936) fue un militar español, ministro de Marina (1935) durante la Segunda República Española. Murió al comienzo de la Guerra Civil, víctima de la represión en la zona republicana.

## Biografía
Era hijo del también marino Francisco Javier de Salas y Rodríguez-Morzo. 
En 1923 fue nombrado Gentilhombre de cámara con ejercicio por el Rey Alfonso XIII. En 1928 ascendió a rango de contralmirante, y en 1930 fue nombrado jefe de la División de cruceros de la Armada. Tras la proclamación de la Segunda República, en septiembre de 1931 fue nombrado jefe de Estado Mayor Central de la Armada.
Ascendido a vicealmirante, posteriormente fue ministro de Marina en algunos gobiernos de 1935. En una primera etapa ocuparía la citada cartera ministerial entre el 3 de abril y el 6 de mayo bajo la presidencia de Alejandro Lerroux. Posteriormente, entre el 14 de diciembre y el 30 de diciembre, volverá a ocupar brevemente la cartera de Marina bajo la presidencia del centrista Manuel Portela Valladares. El 12 de junio de 1936 fue condecorado en la embajada japonesa de Madrid con la Gran Cruz de la Orden Imperial del Tesoro Sagrado, entregada a Javier de Salas por el emperador Hirohito. Tras el estallido de la Guerra Civil, fue detenido por las autoridades republicanas y encarcelado en la Cárcel Modelo de Madrid, al ser considerado simpatizante de la sublevación militar. De allí fue sacado en noviembre, siendo fusilado en Paracuellos de Jarama.